# Якон
Якон (лат. Smallanthus sonchifolius) — вид многолетних травянистых растений из рода Smallanthus семейства Астровые. Происходит из Анд.
Якон выращивают ради сладких хрустящих корней. Его структура и аромат — нечто среднее между яблоком и арбузом. Растение является близким родственником подсолнечника и топинамбура. Корень якона — низкокалорийная пища, поскольку сладкий вкус придаёт ему трудноусваиваемый углевод инулин.

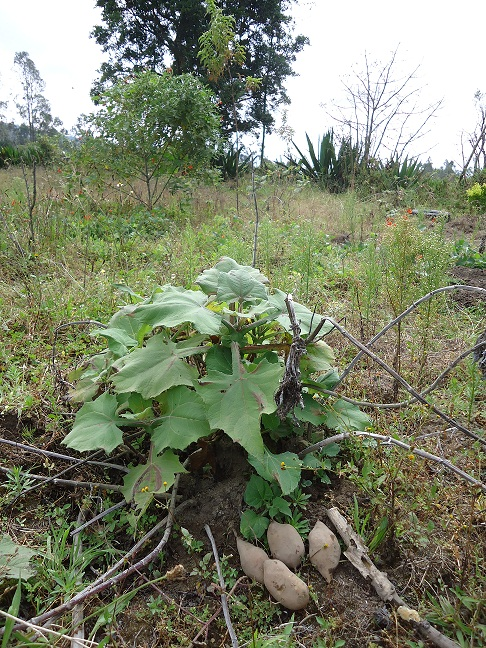
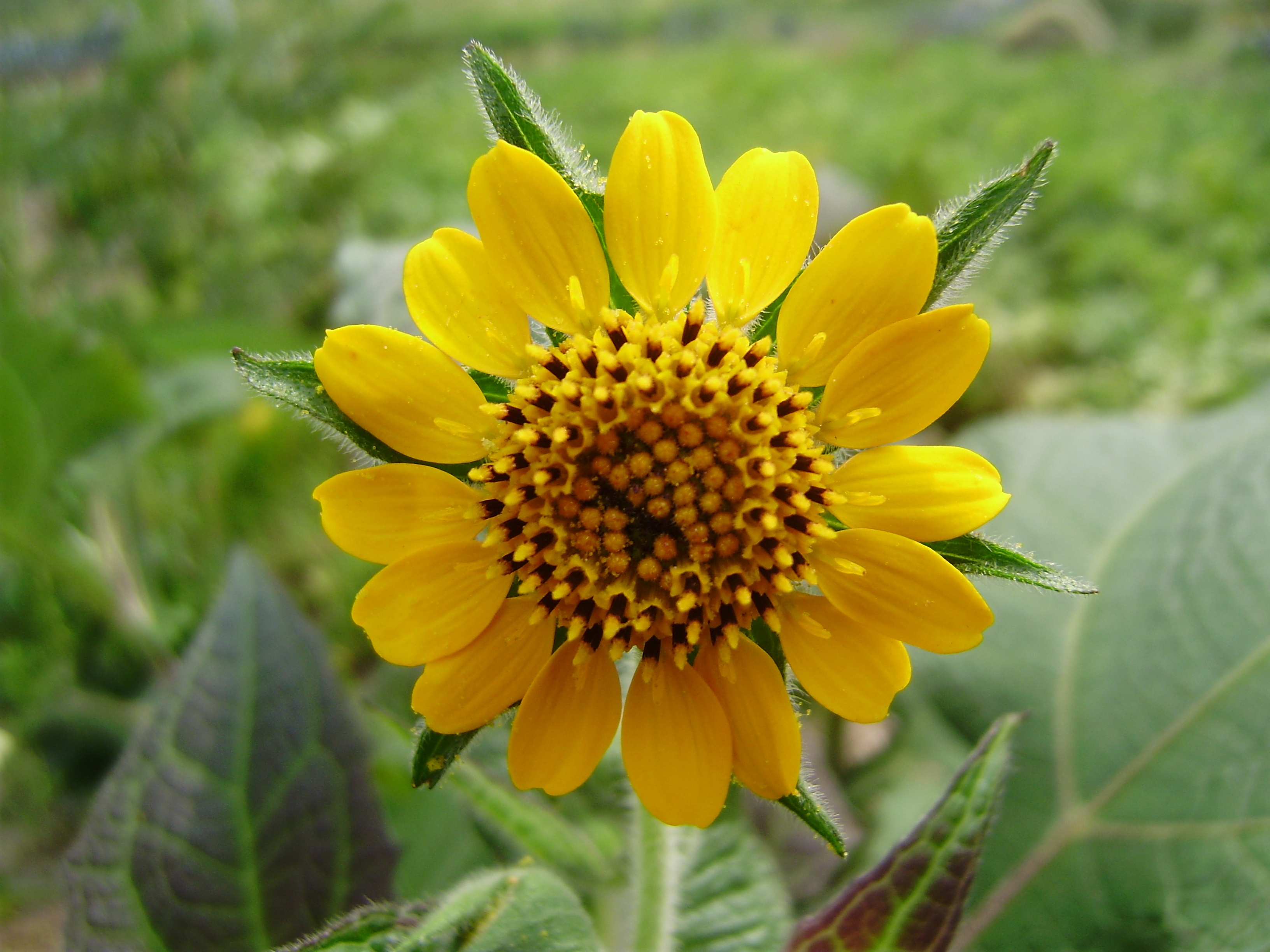
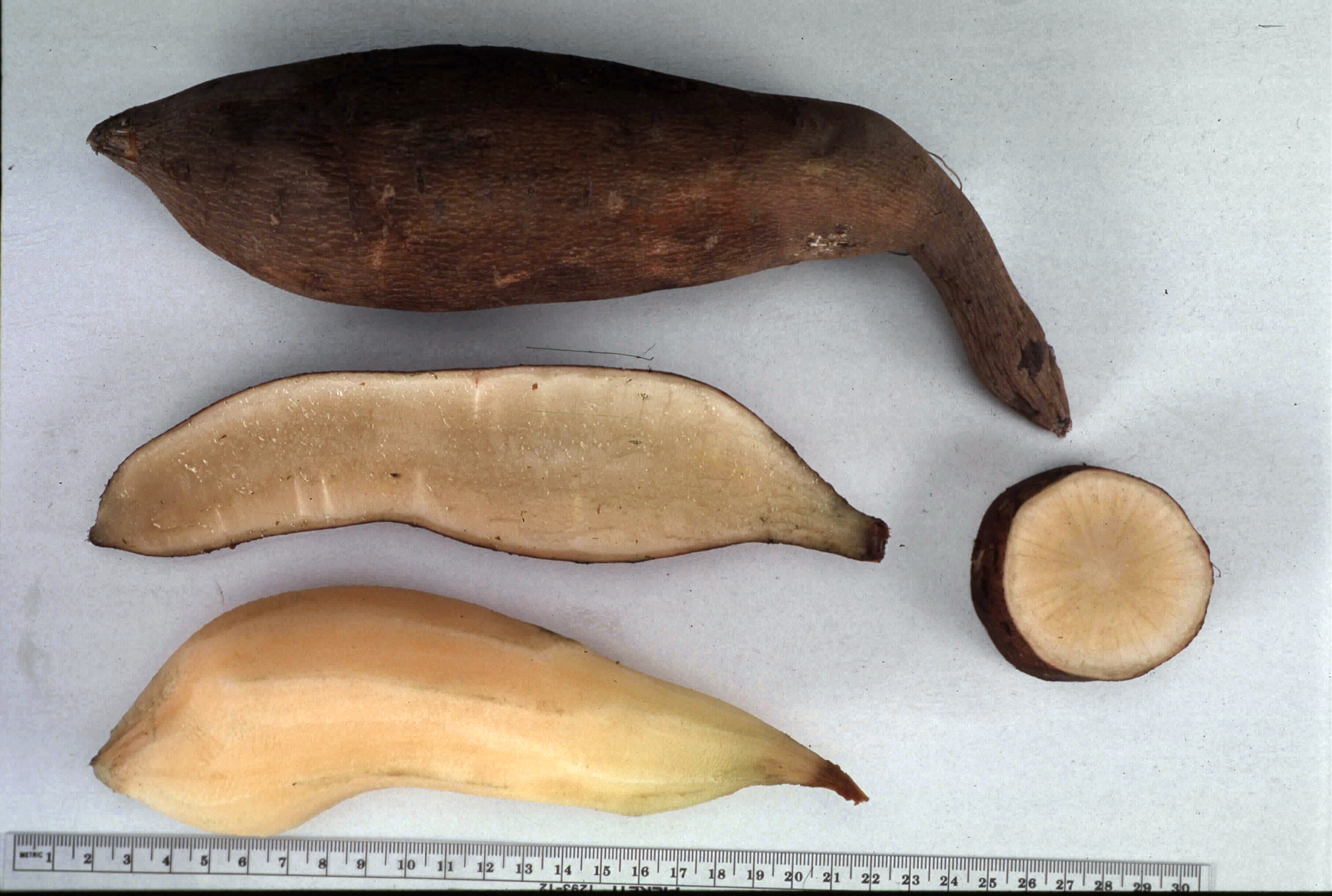